# 筑波大学人文社会国際比較研究機構
筑波大学人文社会国際比較研究機構（つくばだいがくじんぶんしゃかいこくさいひかくけんきゅうきこう、英語表記： Institute for Comparative Research in Human and Social Sciences, University of Tsukuba）（ICR)は、茨城県つくば市天王台一丁目にある、筑波大学の学術センターである。ICRは文明の衝突を超えて、日本の立ち位置を学問として確立し、グローバルな課題に立ち向かうことのできる人文社会科学を実現することを目標としている。

## 沿革
筑波大学人文社会系では、2010年（平成22年）に筑波大学国際比較日本研究センター（準備室）、そして筑波大学西アジア文明研究センターを開設した。その後両センターを含み込む形で、2014年に筑波大学人文社会国際比較研究機構が発足した。同年6月4日に開所式が行われた。

## ミッション
文明の衝突を超えて、日本の立ち位置を学問として確立し、グローバルな課題に立ち向かうことのできる人文社会科学を実現することをミッションとしている。
- ミッション1：トランスナショナルな比較法の開発

国家の枠を超えた発想と方法、すなわちトランスナショナルな比較法を開発する。
- ミッション2：グローバルな問題解決

共生を価値として、グローバルな問題解決のためにアイデンティを保持した共生の在り方を目指す。
- ミッション3：研究発信力の強化

日本の立ち位置を学問として確立し、分野別の「人文社会科学のイノベーション」を行い世界に発信する。

## ICRの特徴
- 充実した国際共同研究の発信サポート体制
- インスピレーションと多様性と重視する研究環境
- 人材開発と育成に重点
- 日本型研究イノベーションの創出
- 基礎研究と社会還元型研究の融合拠点

## 組織
2014年4月より、以下の3研究部門で構成されている。
- 国際比較日本研究部門: 市民社会とガバナンスを世界15か国以上に及ぶ地域で実証的に比較し、現代日本と世界の問題点、特徴解法を導き出す。国際比較日本研究センター
- 文明史研究部門: 国民国家的な枠組みをこえて、それぞれの集団のよって立つ様々な文明が実はほぼ同一の基層に立って成立しているという事実を検証することを目指す。西アジア文明研究センター
- 日本語・日本文化発信研究部門: 日本語・日本文化にかかわる戦略的な国際ネットワーキングと新研究領域の協働研究により、現代文化の多様性を発信する。

## 主要メンバー
- 辻中豊 – 政治学、機構長、教授[2][3]
- 常木晃 – 考古学、副機構長、教授[4]
- 青木三郎 – 言語学、副機構長、教授[5]

## 国際会議・セミナー
- 2016年10月～12月　人文社会系　研究発信月間

```
          プログラム：1 ２０１６年度筑波大学附属　図書館特別展「歴史家 二宮宏之の書棚」
                      2 筑波大学哲学・思想学会 公開講演会
                      3 筑波英語教育学会第36回大会
                      4 第７回　日本語コミュニケーション研究会
                      5 人文社会系　研究発信月間　キックオフシンポジウム
                      6 Human rights and role of judiciary
                      7 言語学講演会「エジプト・アラビア語の時制・叙法体系」
                      8 シンポジウム「日本語文化の保存・刷新・発信――和英混淆文の可能性と問題点」
                      9 シリア・パルミラ遺跡をISから守る
                      10 人文社会系研究者、著者が語るシリーズ第一:社会民主主義は生き残れるか
                      11 Listening to Voices through Scripts and Letters 
                      12 2016 AJJ Fall Meeting "Reinvention, Redefinition and Reconfiguration of Japan"
                      13 人文社会系棟　改修披露会
                      14 国際日本研究の最前線  （国際日本研究専攻　連続講演会　第1回）
                      15 外国語教育メディア学会（LET）関東支部第137回（2016年秋季）研究大会
                      16 研究におけるデジタル化ビッグデータを中心に考えるワークショップ    
                      17 ファイナルイベント
```

- 2015年3月　ICRシンポジウム「世界の分断化と社会変容」（フランス国立社会科学高等学院共催）

```
                    
“Fragmentation and Divergence”Resume PDF

               セッション: 1 Environment and Landscape
                           2 Social Justice and Equality Beyond Violence
                           3 Disaster and Civil Society 
                           4 Demography and Immigration  
                           5 Impact of Art and Culture
                           6 Intercultural Dialogue and Education
              コーディネーター: 
青木三郎
  
              基調講演: 
辻中豊
```

- 2014年9月　ICRシンポジウム 「Japan and the World after 3.11」

```
                      
“Japan and the World after 3.11”YouTube
 
 
                Sessions: 1 The Impact of the 3/11 Disasters on Domestic Japanese Politics
                          2 The Secretariat of the National Diet of Japan
                          3 The Reconstruction Design Council in Response to the Great East Japan 
                          4 Earthquake Exploring Public Decision Making
                          5 When Risk and Trust Affect Consumer 
                          6 Foreign exchange and market value of Japanese firms
                          7 Developing Next Generation of the Global Leaders
 Discussant:
辻中豊
 (
筑波大学
)、
Arthur Stockwin
 (
オックスフォード大学
)、
黒川清
 (
医学者
)、
五百旗頭真
 (
政治学者
)
```

## 国内外の主要な活動履歴

### 2017年
- 1月27日  英文での研究成果発信支援プログラム
- 1月9日・10日  First LAM-ARENA Seminar Different Persepectives on Africa in Globalization
- 1月29日　公開シンポジウム 「中世イスラーム世界における複数の「古代」の継承と統合」
- 2月6日　講演会「イランの地質」（西アジア文明研究センター）
- 2月15日　国際日本研究リレーセッション
- 2月17日　「記憶の継承と言語」キックオフフォーラム
- 3月3日　第3回人文・社会科学系研究推進フォーラム＠琉球大学
- 3月21日　中国の経済発展と環境・労働・格差問題の 解決方法
- 3月22日・23日　ワークショップ “Sedentism, Subsistence and Societies in the Neolithic Anatolia: New Insights from Hasankeyf Höyük”
- 4月3日 国際シンポジウム：アーネスト・ヘミングウェイ像の再構築　～21世紀の視座から～
- 5月18日　『脱原発の哲学』合評会
- 5月31日　科研費獲得セミナー2017
- 6月9日　2014年総選挙での共産党躍進の要因：”Explaining the Surges and Declines of the Japanese Communist Party”
- 6月12日　【在外研究報告会】国際日本研究リレーセッション
- 6月12日　平成29年度　英文での研究成果発信支援プログラム
- 6月30日　不採択調書添削支援プログラム
- 7月16日　フォーラム「電子辞書と母語教育」
- 7月13日　若手研究者プレゼンバトル
- 7月14日　遺伝研メソッド講習会
- 7月14日　シンポジウム「人社系研究と遺伝研メソッドをどう結合させるか？」

### 2016年
- 1月25日  人文社会学における論文業績評価を見据えた国際共著論文執筆の意義：考古学における事例
- 2月18日　The Citizen-government Connection　and Political Participation: A Cross-national Study
- 3月17日 第2回人文・社会科学系研究推進フォーラム～人文・社会科学系研究推進の三手先を考える～
- 4月11日 Fukushima and the Internet: Characterizing the Catastrophe from an International Point of View
- 5月30日 Immigrants without Immigration: Japan’s Restrictive Migration Policy in Comparative Perspective
- 6月15日 ICR科研費獲得セミナー2016
- 9月17日 ICR Special Symposium TGSW2016
- 10月14日~16日OSU/ICRワークショップ：New Landscapes in Theoretical Computational Linguistics
- 10月15日~12月10日 人文社会系　研究発信月間
- 11月5日 人文社会系　研究発信月間　キックオフシンポジウム
- 11月14日 The Role of Germany at the United Nations
- 11月17日 特別シンポジウム 日本語文化の保存・刷新・発信――和英混淆文の可能性と問題点
- 11月21日 人文社会系研究発信月間　人文学類文化講演会
- 11月22日 人文社会系研究者・著者が語るシリーズ　第一 社会民主主義は生き残れるか―政党組織の条件
- 11月24日 若手研究者プレゼンバトル
- 12月15日~16日 デジタル・ヒューマニティーズ講演会＆ワークショップ

### 2015年
- 2月9日　大規模コーパスを用いたコロケーション研究の応用に向けて
- 2月20日 争乱の時代におけるアッシリア学：CUSAS出版プロジェクトの貢献
- 3月10日・11日 世界の分断化と社会変容
- 3月13日 動的意味論の最前線
- 4月13日 Interpreting and Parsing Sluicing
- 4月22日フランスにおける柔道の発展の歴史
- 5月7日 Grammar, Logic, and Computation
- 5月26日 Publishing in Academic Journals
- 6月28日 Tokyo symposium on social media and citizen engagemen
- 7月15日 Sacred Ambiguity: The Changing Face of Religion in Contemporary Nigeria
- 7月21日 科研費獲得セミナー
- 9月28日 Tsukuba Global Science Week 2015 "Culture and Security: Exploring Future Values through Japanese Experiences"
- 10月14日 日本文化を根もとから考える：心、言葉、ワザ、身体、形
- 10月23日 Reflections on the role of stemmatics in critical editing, with special reference to the edition of Sanskrit texts
- 10月24日・25日　Dynamic Semantics
- 11月14日 「視点」が関わる言語表現をめぐって
- 12月12日 東アジア政治・社会・倫理伝統の基礎としての荀子礼治論
- 12月13日 玄奘フォーラム

### 2014年
- 7月11日　The Fukushima Disaster and Japan’s Nuclear Plant Vulnerability in Comparative Perspective
- 8月25日 中国の社会変動と政治・行政の課題
- 8月31日 リュブリャナ大学・筑波大学日本研究フォーラム
- 9月9日 3.11以降反原発運動の展開
- 9月28日 シンポジウム”Japan and the World after 3.11”
- 10月15日 言語理論をつくる―オハイオ州立大学での実践
- 11月6日 On Chinese Non-Intervenonism
- 11月14日 Migration, Crime and European Society -Can European Experience Help Others?
- 12月3日 Learning to Live together
- 12月8日　Hasard et histoire:
- 12月12日　神道とは?　アメリカからの視点
- 12月26日　ANUにおける複数専攻制について―TRANS教育の可能性

## アクセス
茨城県つくば市天王台1-1-1 筑波大学筑波キャンパス。
首都圏新都市鉄道つくばエクスプレスつくば駅下車。つくばセンター6番バス乗り場から「筑波大学中央」行きのバスに乗車、「筑波大学中央」下車、または「筑波大学循環（左回り）」行きのバスに乗車、「大学公園」下車（関東鉄道バス時刻表）。